# Svetlana Laletina-Tsjernobrovkina
Svetlana Laletina-Tsjernobrovkina (Russisch: Светлана Лалетина-Чернобровкина) (10 mei 1970) is een langebaanschaatsster uit Rusland. Oorspronkelijk was haar geboorteland de Sovjet-Unie.
In 1992 nam zij (onder haar meisjesnaam) voor Rusland deel aan de EK Allround in Heerenveen, werd 21e in de eindrangschikking. Ze plaatste zich na de 500, 1500 en 3000 meter niet voor de 5000 meter.

## Records

### Persoonlijke records[1]
| Afstand    | Tijd    | Datum            | Baan      |
| ---------- | ------- | ---------------- | --------- |
| 500 meter  | 42,78   | 14 december 1990 | Leningrad |
| 1000 meter | 1.26,82 | 26 november 1991 | Medeo     |
| 1500 meter | 2.11,33 | 23 december 1989 | Medeo     |
| 3000 meter | 4.31,66 | 23 december 1989 | Medeo     |
| 5000 meter | 7.48,41 | 1 april 1989     | Medeo     |